# Nida flavovittata
Nida flavovittata är en skalbaggsart som beskrevs av Francis Polkinghorne Pascoe 1867. Nida flavovittata ingår i släktet Nida och familjen långhorningar.
Artens utbredningsområde är Myanmar. Inga underarter finns listade i Catalogue of Life.